# Sân bay Zyryanka
Sân bay Zyryanka (IATA: ZKP, ICAO: UESU) là một sân bay ở Zyryanka, Cộng hòa Sakha, Nga.

## Hãng hàng không và điểm đến
| Hãng hàng không  | Các điểm đến |
| ---------------- | ------------ |
| Polar Airlines   | Yakutsk      |
| Yakutia Airlines | Yakutsk      |

## Thống kê
Nguồn: